# Forever Howlong
Forever Howlong — третий студийный альбом британской рок-группы Black Country, New Road. Альбом стал первой студийной записью группы после ухода вокалиста Айзека Вуда, роль ведущего вокалиста на нем разделили участницы группы Тайлер Хайд, Мей Кершо и Джорджия Эллери. Альбом также стал первым после получившего широкое признание критиков альбома Ants From Up There.

## История
Весной 2022 года группа должна была отправиться в дебютный тур по Северной Америке в поддержку альбома Ants From Up There, однако после объявления об уходе вокалиста Айзека Вуда отменила выступления. В сентябре группа все же дала несколько концертов в США вместе с Black Midi. На выступлениях игрались исключительно новые песни, написанные после ухода Вуда, а написание и исполнение песен разделили между собой Хайд, Кершо и Эванс. В феврале 2023 года группа выпустила концертный фильм Live At Bush Hall, смонтированный из фрагментов трех выступлений в декабре 2022 года. Концертный альбом также появился на музыкальных площадках.
С 2023 года группа начала включать в сет-листы своих выступлений песни, которые позднее вошли в Forever Howlong. По утверждению музыкантов, одной из первых песен, написанной ими для нового альбома, стала Goodbye (Don’t Tell Me) за авторством Эллери, однако она долгое время не исполнялась по причине занятости последней в проекте Jockstrap. Во время тура по Японии в апреле 2023 года группа дебютировала песни Nancy Tries To Take The Night, Two Horses и Salem Sisters, а на концерте в Осло в октябре 2023 года впервые исполнила For The Cold Country. В июле 2024 года группа отыграла три концерта в Фалмуте, Корнуолл, на которых тестировала материал для нового альбома. Осенью 2024 года группа отправилась в тур по Великобритании и Ирландии в поддержку Nick Cave And The Bad Seeds, во время которого также исполняла полностью новый материал.
С конца 2024 года группа опубликовала в соцсетях несколько коротких роликов с тизерами новых песен, а 30 января 2025 года объявила о выходе нового альбома. В тот же день вышел первый сингл предстоящего альбома, Besties. Песня рассказывает о романтических чувствах, возникающих в отношениях лучших подруг. Участники группы признают, что из-за названия смысл песни может быть неверно истолкован, а сама песня воспринята как излишне приторная и сентиментальная из-за яркой, максималистской аранжировки с элементами фолк-рока. Песня стала первой студийной записью группы, вокальную партию на которой исполнила Эллери.
В феврале вышел второй сингл, Happy Birthday, сопровожденный анимированным видео, автором и вокалисткой выступила Хайд. Третий и последний сингл альбома, For The Cold Country, написанный Кершо, вышел в марте.
Говоря о работе над альбомом, участники группы отмечают, что поначалу не понимали, как соединить воедино песни трех разных авторов, однако по мере написания песен участники вдохновлялись творчеством друг друга. Так, песни Besties, Happy Birthday и The Big Spin объединены схожей аранжировкой: The Big Spin Кершо вдохновила Эллери на написание Besties, а аранжировка Besties, в свою очередь, вдохновила Хайд на написание Happy Birthday.
Альбом был записан в студии Angelic Studios в графстве Нортгемптоншир летом 2024 года. Продюсером альбома выступил Джеймс Форд, известный по работе с Arctic Monkeys, Blur, Depeche Mode, Foals, Florence and the Machine, Haim, Gorillaz и др. Участники группы отмечают трудоспособность Форда, который проводил в студии по 16 часов в день без перерыва.

## Отзывы
| Совокупная оценка    | Совокупная оценка |
| Источник             | Оценка            |
| -------------------- | ----------------- |
| Metacritic           | 87/100            |
| Оценки критиков      |                   |
| Источник             | Оценка            |
| AllMusic             | [ 8 ]             |
| Clash                | 9/10              |
| DIY                  | [ 10 ]            |
| The Guardian         | [ 11 ]            |
| The Line of Best Fit | 9/10              |
| musicOMH             | [ 13 ]            |
| NME                  | [ 14 ]            |
| Rolling Stone UK     | [ 15 ]            |
| Under the Radar      | [ 16 ]            |

Альбом получил положительные отзывы критиков. На сайте Metacritic, агрегирующем рецензии музыкальных изданий, альбом получил 87 из 100 баллов на основе 14 рецензий, что означает «всеобщее одобрение».
Уилл Ричардс из Rolling Stone UK отмечает энергию и креативность альбома и утверждает, что «по-видимому, это первый альбом Black Country, New Road, на котором группа не стала изобретать свое же колесо». Виктория Борландо из Northern Transmissions называет пластинку «исключительной» и «одной из сильнейших работ группы к настоящему моменту», отмечая, что альбом воспринимается как единое целое несмотря на разные подходы Эллери, Кершо и Хайд к написанию песен: песни Эллери (прим.: Эллери указана как автор песен Besties, Two Horses и Goodbye (Don’t Tell Me)), как правило, по стилю ближе к классическому фолк-року, с жизнерадостным вокалом и простыми текстами о дружбе и доверии. Песни Хайд (Socks, Mary, Happy Birthday, Nancy Tries To Take The Night) — это сложные, хитросплетенные повествования с нестандартной песенной структурой, которые исследуют темы утерянной невинности и борьбы с жестоким и апатичным миром, а песни Кершо (The Big Spin, Salem Sisters, For The Cold Country), вдохновленные творчеством Джоанны Ньюсом, отличаются ещё более сложной, нелинейной структурой.
Алексис Петридис из The Guardian отмечает влияние кентерберийской сцены на звучание альбома и сравнивает его с Soft Machine, Caravan и Hatfield and the North, о чьем возможном влиянии на будущее творчество группы говорил Вуд в 2021 году.
Алекс Риготти из NME, в целом положительно отзываясь о работе, отмечает слабые места альбома: так, Риготти считает неуместной отсылку на TikTok в тексте Besties, а песни Socks и Happy Birthday, по его мнению, не обладают притягательной силой, присущей остальным трекам в альбоме. Кайл Кохнер из Exclaim! признает, что альбому недостает «вездесущей тревоги», свойственной первым записям группы, и что новое, более спокойное и мелодичное звучание может оттолкнуть некоторых её поклонников. Вместе с этим, Кохнер отмечает «бесспорно, притягательное» звучание, особенно выделяя For The Cold Country, называя её «синтезом переосмысленной барокко-поп-музыки в духе Джоанны Ньюсом с романтическими рассказами средневекового поэта о старом свете».

## Список композиций
| №                   | Название                        | Длительность |
| ------------------- | ------------------------------- | ------------ |
| 1.                  | «Besties»                       | 3:36         |
| 2.                  | «The Big Spin»                  | 2:31         |
| 3.                  | «Socks»                         | 6:07         |
| 4.                  | «Salem Sisters»                 | 3:10         |
| 5.                  | «Two Horses»                    | 6:26         |
| 6.                  | «Mary»                          | 4:06         |
| 7.                  | «Happy Birthday»                | 4:06         |
| 8.                  | «For the Cold Country»          | 6:27         |
| 9.                  | «Nancy Tries to Take the Night» | 6:36         |
| 10.                 | «Forever Howlong»               | 4:48         |
| 11.                 | «Goodbye (Don't Tell Me)»       | 4:17         |
| Общая длительность: | Общая длительность:             | 52:10        |

| №   | Название                                               | Длительность |
| --- | ------------------------------------------------------ | ------------ |
| 12. | «Forever Howlong» (live at the Cornish Bank, Falmouth) |              |

В коллекционном издании песни с 8 по 11 расположены в обратном порядке. Кроме этого, песня «Forever Howlong» разбита на две дорожки.